# James F. Hughes
James Frederic Hughes (* 7. August 1883 in Green Bay, Wisconsin; † 9. August 1940 in Rochester, Minnesota) war ein US-amerikanischer Politiker. Zwischen 1933 und 1935 vertrat er den Bundesstaat Wisconsin im US-Repräsentantenhaus.

## Werdegang
James Hughes besuchte die öffentlichen Schulen seiner Heimat einschließlich der West Green Bay High School, die er 1901 beendete. Im gleichen Jahr zog er nach De Pere im Brown County. Dort arbeitete er als Handelsvertreter. Zwischen 1914 und 1937 saß Hughes im Bildungsausschuss der Gemeinde De Pere. Politisch war er Mitglied der Demokratischen Partei. In den Jahren 1920 und 1928 war er Delegierter zu den jeweiligen Democratic National Conventions; von 1920 bis 1924 gehörte er dem Vorstand seiner Partei in Wisconsin an. Danach war er von 1928 bis 1932 Vorsitzender des für den achten Kongresswahlbezirk von Wisconsin zuständigen demokratischen Wahlausschusses.
Bei den Kongresswahlen des Jahres 1932 wurde Hughes im achten Wahlbezirk von Wisconsin in das US-Repräsentantenhaus in Washington, D.C. gewählt, wo er am 4. März 1933 die Nachfolge des Republikaners Gerald J. Boileau antrat. Dabei profitierte er vom bundesweiten Trend zu Gunsten der Demokraten, die in diesem Jahr einen bedeutenden Sieg bei den Kongress- und den Präsidentschaftswahlen erzielen konnten. Damals wurde auch Franklin D. Roosevelt erstmals zum US-Präsidenten gewählt. Da Hughes bei den Wahlen des Jahres 1934 auf eine weitere Kandidatur verzichtete, konnte er bis zum 3. Januar 1935 nur eine Legislaturperiode im Kongress absolvieren. In dieser Zeit wurden die ersten New-Deal-Gesetze der Bundesregierung zur Überwindung der Weltwirtschaftskrise im Kongress verabschiedet.
Nach seinem Ausscheiden aus dem US-Repräsentantenhaus arbeitete Hughes wieder als Handelsvertreter. Politisch ist er danach nicht mehr in Erscheinung getreten. Er starb am 9. August 1940 in einem Krankenhaus in Rochester.